# 2876 Aeschylus
2876 Aeschylus је астероид главног астероидног појаса са средњом удаљеношћу од Сунца која износи 2,600 астрономских јединица (АЈ).
Апсолутна магнитуда астероида је 12,9.